# Anfitrião e Hóspede
Anfitrião e Hóspede é a epopeia nacional da Geórgia, escrita por Vazha-Pshavela.

## Texto e traduções
Este poema está traduzido em várias línguas, incluindo:  inglês (por Donald Rayfield, Venera Urushadze, Lela Jgerenaia, Nino Ramishvili e outros), Francês  (por Gaston Bouatchidzé),  russo (por Nikolay Zabolotsky, V. Derzhavin, Osip Mandelshtam, Boris Pasternak, S. Spassky , Marina Tsvetaeva, entre outros), Alemão, Espanhol, Italiano, Japonês e outros idiomas.